# Scooby Doo! Prokletí nestvůry z jezera
Scooby Doo! Prokletí nestvůry z jezera (v anglickém originálu Scooby-Doo! Curse of the Lake Monster) je americký televizní komediální hororový mysteriózní film z roku 2010, který natočil Brian Levant pro Cartoon Network na motivy kresleného seriálu Scooby-Doo. Jedná se o pokračování filmu Scooby-Doo: Začátek z roku 2009. Své role si zopakovali Robbie Amell, Hayley Kiyoko, Kate Melton, Nick Palatas a Frank Welker. Film se natáčel v kalifornské Santa Claritě a v Sherwood Country Clubu v Thousand Oaks.

## Děj
Celá skupina řešitelů záhad vyráží po konci školy na letní brigádu do přepychového Country klubu. Kolem tohoto místa se ale vznáší další záhada v podobě jezerní příšery. Dále celá parta řeší i lásku a další osobní problémy.

## Obsazení
- Robbie Amell jako Fred Jones
- Hayley Kiyoko jako Velma Dinkleyová
- Kate Melton jako Daphne Blakeová
- Nick Palatas jako Norville "Shaggy" Rogers
- Frank Welker jako dabing Scooby-Doo
- Ted McGinley jako Thornton "Thorny" Blake V
- Richard Moll jako Elmer Uggins
- Nichelle Nichols jako senátorka
- Marion Ross jako Hilda Trowburg
- Beverly Sanders jako Wanda Grubwort

## Vydání
Krátká upoutávka na film byla uvedena na Cartoon Network 1. srpna 2010, objevili se v ní Scooby a Shaggy na pláži.
Premiéra proběhla 16. října 2010. Televizní premiéru sledovalo 5,1 milionu diváků.
Film vyšel na DVD 1. března 2011. Společnost Warner Bros. Home Entertainment distribuovala film na Blu-ray disku.